# Louis Nicolas Adolphe Megret
Louis Nicolas Adolphe Megret est un sculpteur français né à Paris en 1829 et mort au Cannet en 1911.

## Biographie
Il fut élève des sculpteurs François Jouffroy, à l'École des Beaux-Arts, et Francisque Duret,.
Il réalisa de nombreux bustes et monuments publics.

## Œuvres
- Statue de Masséna, à Nice[4].
- Buste en marbre de Théophile Gautier, exposé à l'Opéra Garnier de Paris[5].